# Sainte-Sévère-sur-Indre
Sainte-Sévère-sur-Indre é uma comuna francesa na região administrativa do Centro, no departamento Indre. Estende-se por uma área de 26,08 km². Em 2010 a comuna tinha 784 habitantes (densidade: 30,1 hab./km²).